# صدا و سیمای آبادان
صدا و سیمای مرکز آبادان یکی از مراکز صدا و سیمای جمهوری اسلامی ایران است که در شهر آبادان فعالیت می‌کند.